# Crest Manufacturing Company

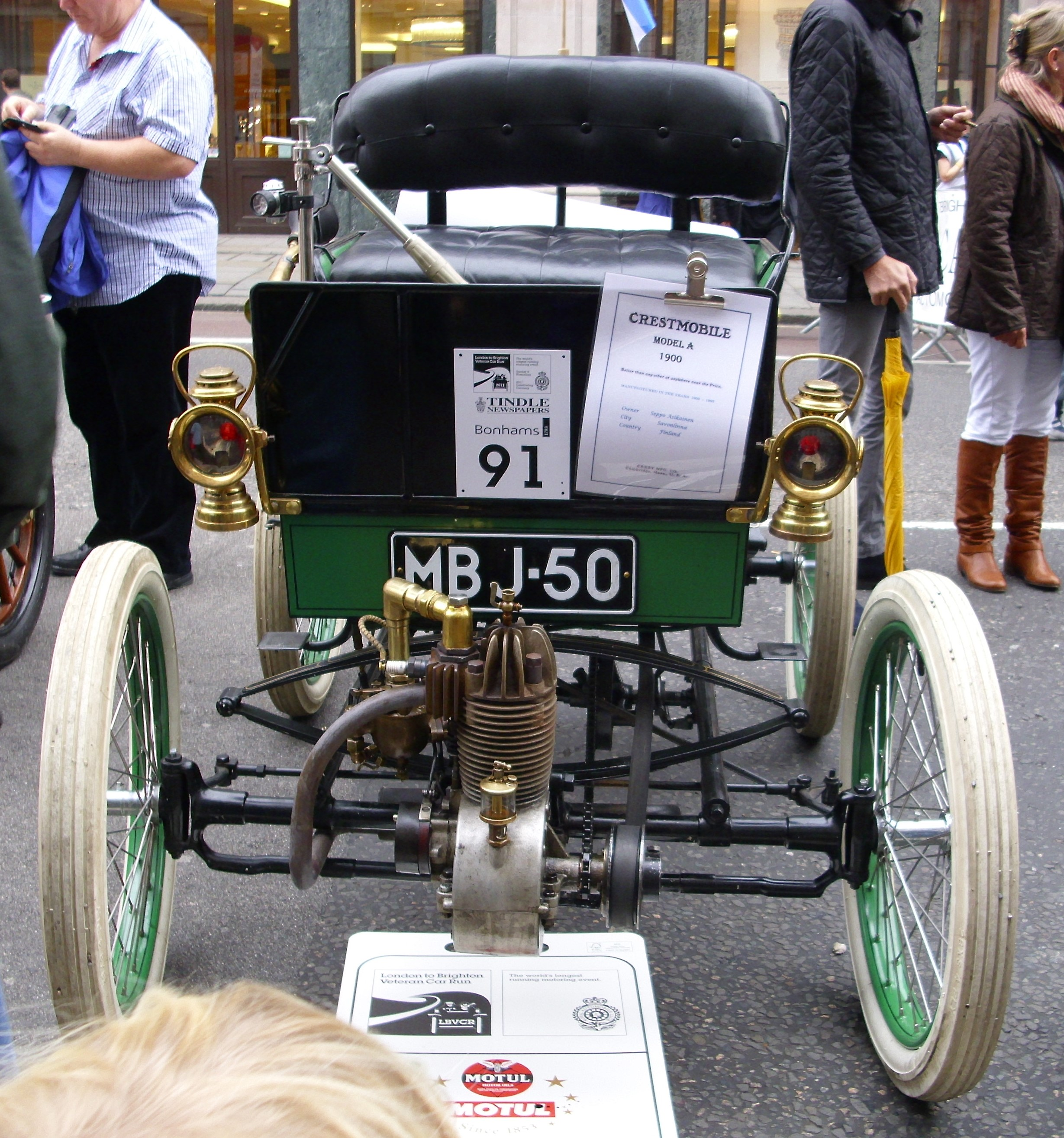
Crestmobile Model B Runabout von 1901

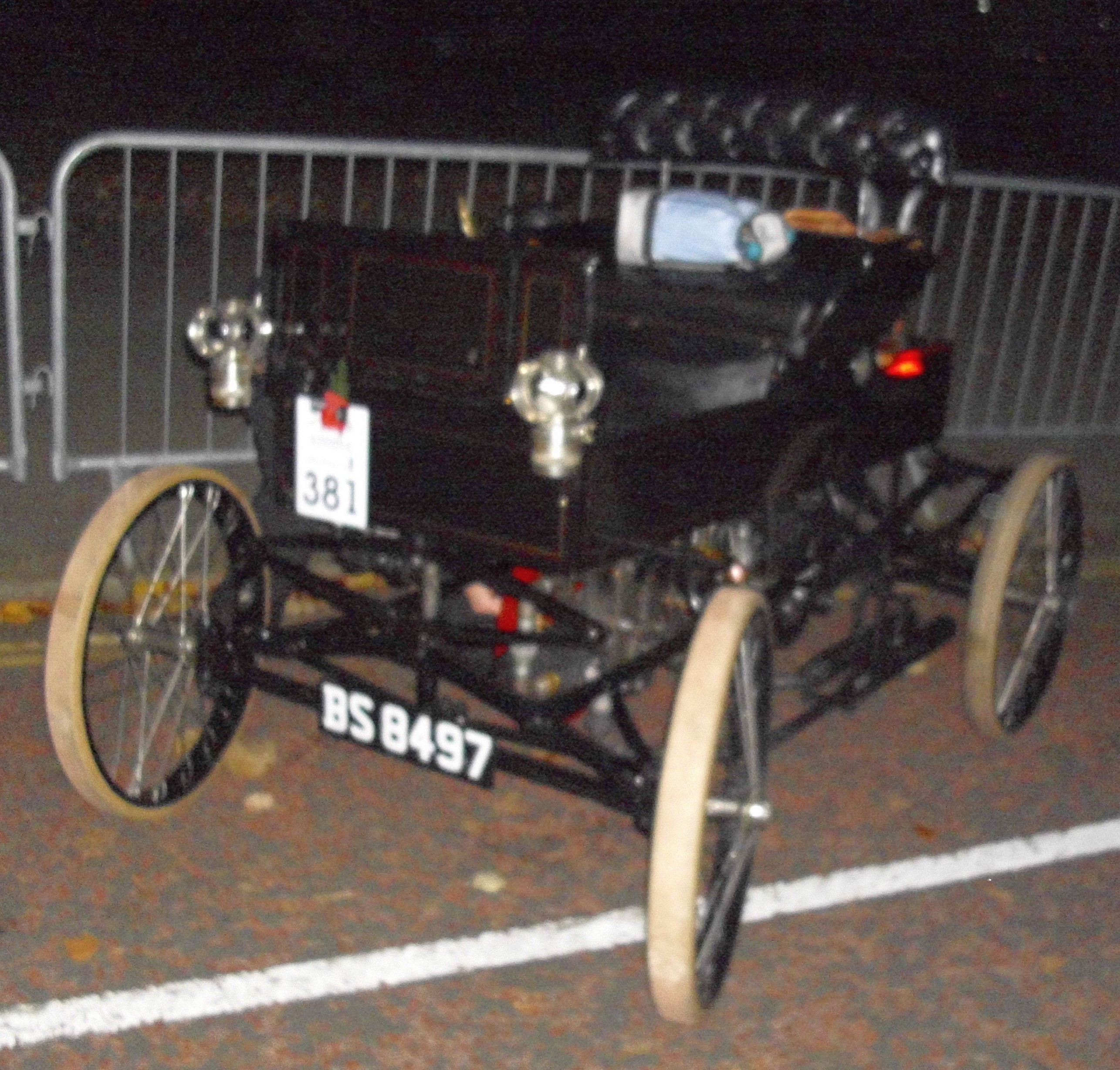
Crestmobile Runabout von etwa 1901. Zweizylindermotor und 5,5 PS Leistung entsprechen nicht den Modellen, die in der Literatur genannt werden.

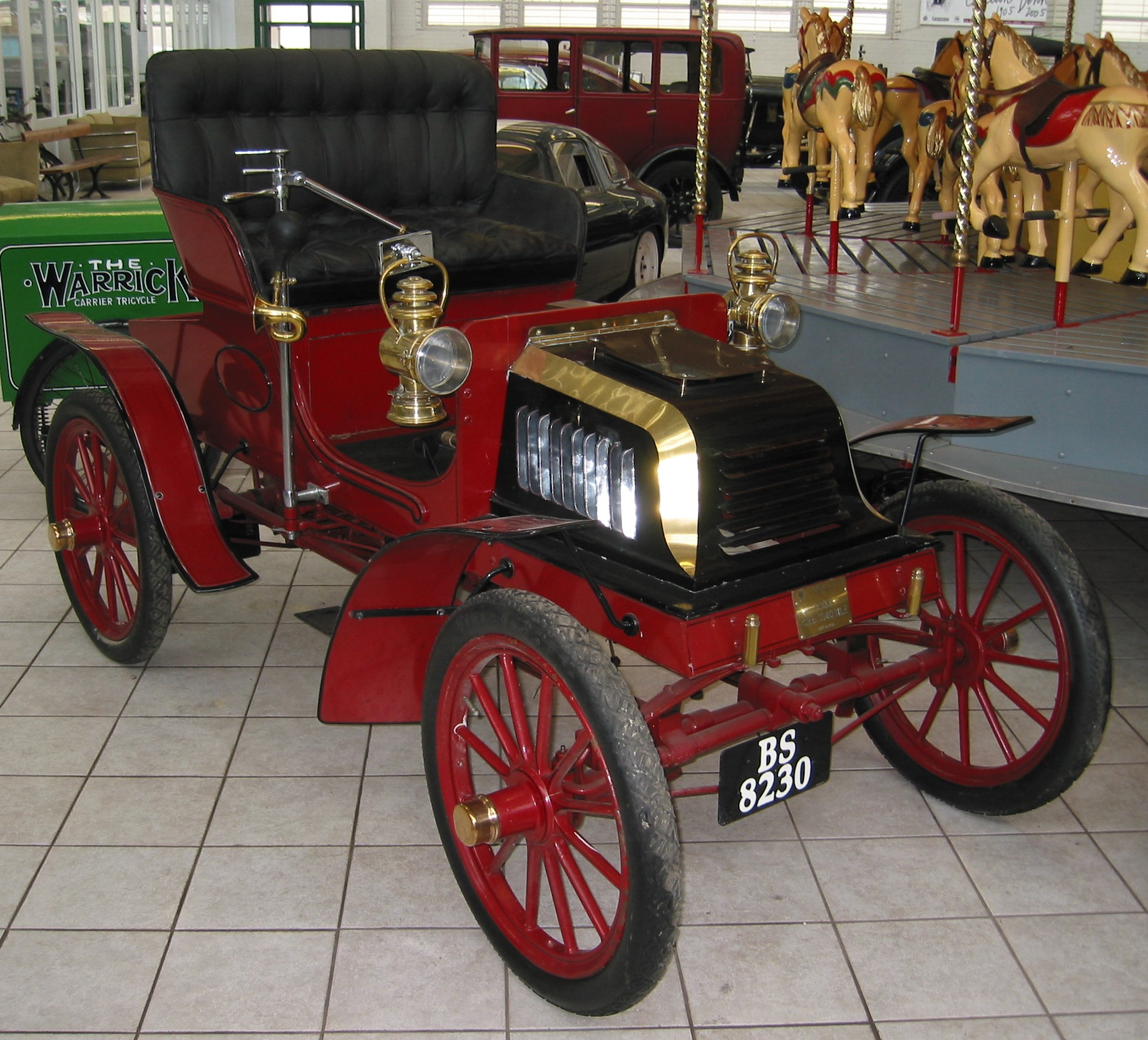
Crestmobile Model D Runabout von 1903

Crestmobile Model D Tonneau von 1904

Crest Manufacturing Company war ein US-amerikanischer Hersteller von Automobilen.

## Unternehmensgeschichte
Das Unternehmen hatte seinen Sitz in Cambridge in Massachusetts. Außerdem gab es ein Werk in Dorchester. Zunächst stellte es Ottomotoren her. 1900 entstand ein Prototyp eines Automobils. 1901 begann die Serienproduktion. Der Markenname lautete Crestmobile. Im Dezember 1904 wurden finanzielle Probleme bekannt. 1905 endete die Produktion. Nach eigenen Angaben entstanden über 1000 Fahrzeuge.
1905 übernahm die Alden Sampson Manufacturing Company aus Pittsfield das Unternehmen. Vorhandene Crestmobile wurden noch bis mindestens 1906, möglicherweise noch 1907 angeboten.
Das Werk in Dorchester wurde dagegen von Hub Motor Car Exchange übernommen.

## Fahrzeuge
1901 standen drei Modelle im Sortiment. Sie hatten einen luftgekühlten Einzylindermotor, der über eine Kette die Hinterachse antrieb. Im Model A leistete der Motor 2 PS, im Model B 3,5 PS und im Model C 5 PS. Der Radstand betrug 145 cm. Sie waren als offene Runabouts mit zwei Sitzen karosseriert. Außerdem wird ein Dreirad genannt, das zwar kurzzeitig angeboten, aber offensichtlich nicht nachgefragt wurde.
Für 1902 sind keine Änderungen überliefert.
Ab 1903 hatten die Fahrzeuge Kardanantrieb. Der schwächste Motor entfiel. Die Ausführung mit dem 3,5-PS-Motor behielt den bisherigen Radstand. Überliefert sind Model C als Runabout und Model F als Tourenwagen. Daneben gab es das Model D. Sein Motor leistete 5 PS. Das Fahrgestell hatte 183 cm Radstand. Es gab Runabouts mit zwei und mit vier Sitzen.
Von 1904 bis 1905 gab es ein neues Model D. Der Einzylindermotor leistete nun 8,5 PS. Der Radstand betrug 193 cm. Im Angebot standen zweisitzige Runabouts und viersitzige Tonneaus.
Ebenfalls 1904 und 1905 wurde ein Surrey auf Automobilausstellungen präsentiert. Er hatte einen Zweizylindermotor mit 15 PS Leistung, ging aber nicht in Serienproduktion.

## Modellübersicht
| Jahr      | Modell  | Zylinder | Leistung (PS) | Radstand (cm) | Aufbau                              |
| --------- | ------- | -------- | ------------- | ------------- | ----------------------------------- |
| 1901      | Model A | 1        | 2             | 145           | Runabout                            |
| 1901      | Model B | 1        | 3,5           | 145           | Runabout                            |
| 1901      | Model C | 1        | 5             | 145           | Runabout                            |
| 1903      | Model C | 1        | 3,5           | 145           | Runabout                            |
| 1903      | Model D | 1        | 5             | 183           | Runabout 2-sitzig und 4-sitzig      |
| 1903      | Model F | 1        | 3,5           | 145           | Tourenwagen                         |
| 1904–1905 | Model D | 1        | 8,5           | 193           | Runabout 2-sitzig, Tonneau 4-sitzig |

## Europa

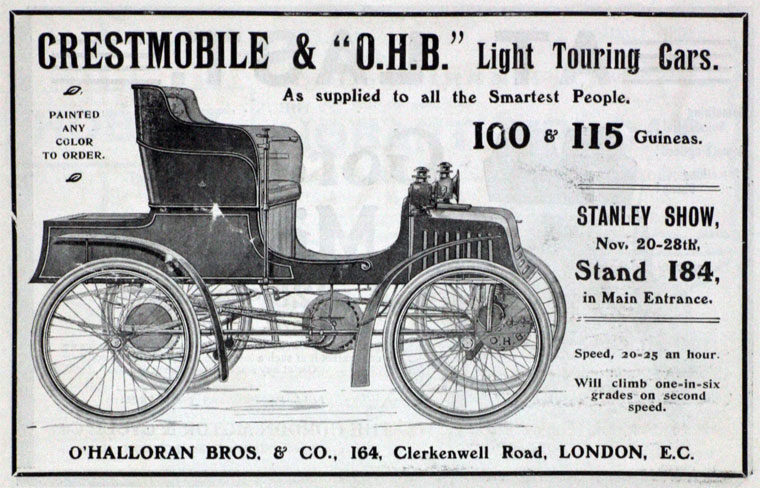
Anzeige der O’Halloran Brothers Co. für Crestmobile und OHB vom November 1903. Letzterer ist abgebildet; offensichtlich wurden hier weiterhin Antriebsketten verwendet.

O’Halloran Brothers aus London war einerseits Importeur für England. Andererseits wurden Fahrgestelle von Crest bezogen, mit eigenen Karosserien zu kompletten Fahrzeugen vervollständigt und als OHB angeboten.